# Arhythmorhynchus longicollis
Arhythmorhynchus longicollis är en hakmaskart som först beskrevs av J.P. Villot 1875.  Arhythmorhynchus longicollis ingår i släktet Arhythmorhynchus och familjen Polymorphidae. Inga underarter finns listade i Catalogue of Life.